# Fritz Windgassen
Fritz Windgassen (* 9. Februar 1883 in Lennep bei Remscheid; † 17. April 1963 in Murnau) war ein deutscher Opernsänger (Tenor).

## Leben
Nach dem Willen seiner  Eltern sollte Windgassen einen ordentlichen Beruf ergreifen. Nachdem er als Maschinen-Obermaat von Prinz Heinrich von Preußen wegen seiner sängerischen Fähigkeiten belobigt worden war, wagte er den Schritt in die Sängerlaufbahn. Nach einer Ausbildung am Bernuthschen Konservatorium in Hamburg hatte er sein Debüt  als Opernsänger im Jahr 1909 in Harburg. Weitere Engagements  führten ihn nach Bremen, Hamburg und ans Hoftheater Kassel, wo er seine Frau, die Koloratursopranistin Vali von der Osten (1882–1923), kennenlernte und 1916 heiratete. Von 1923 bis 1945 war er Mitglied der Staatsoper Stuttgart. Ab 1919 sang er immer mehr Partien im Fach Heldentenor und wurde zu einem großen Wagner-Sänger.
Windgassen war auch ein erfolgreicher Konzert- und Liedsänger. 1949 gab er in Stuttgart sein Abschiedskonzert, bei dem auch sein Sohn Wolfgang Windgassen (1914–1974) mitwirkte, mit Liedern von Richard Strauss, Gustav Mahler und Hugo Wolf. Nach seinem Rücktritt von der Bühne wirkte er an der Stuttgarter Musikhochschule.

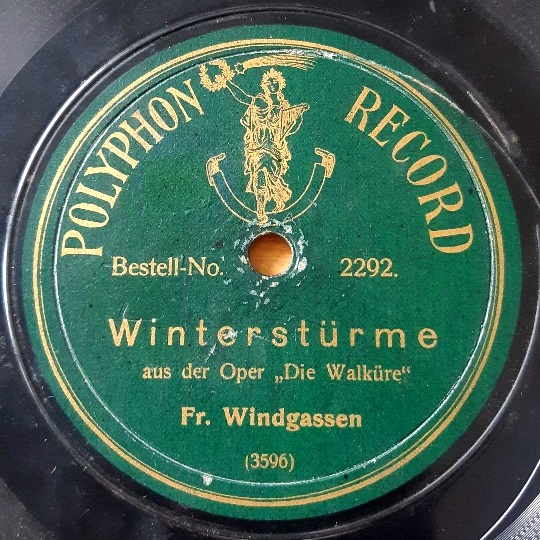
Schallplatte von Fritz Windgassen (verm. Leipzig 1910)

Fritz Windgassen hinterließ nur sehr wenige Schallplatten für Polyphon (verm. Leipzig 1910) und Grammophon (Berlin 1925).